# Benedict Muli Kimondiu
Benedict Muli Kimondiu (auch: Ben Kimondiu; * 30. November 1977) ist ein kenianischer Marathonläufer.
2001 wurde er Zweiter beim Los-Angeles-Marathon. Im selben Jahr siegte er beim Chicago-Marathon, für den er eigentlich nur als Tempomacher engagiert war, in seiner persönlichen Bestzeit von 2:08:52 und setzte sich dabei gegen den großen Favoriten Paul Tergat durch.
Weitere Erfolge sind ein Sieg beim Bogotá-Halbmarathon 2002 und ein dritter Platz beim Tokyo International Men’s Marathon 2004 in 2:09:27.